# Tomasiano
Tomáš Juřík, známý pod uměleckým jménem Tomasiano, (* 2. března 1987 Olomouc) je český profesionální kouzelník a iluzionista, IMS prezident kouzelníků pro Českou republiku, finalista soutěže Česko Slovensko má talent 2016, nositel ocenění za mikromagii, herec, zakladatel organizace The Art of Magic, lektor a spoluautor kouzelnických sad Vstup do světa karetní magie a Vstup do světa kouzel.

## Profesní život
Tomasiano se začal věnovat kouzlům v pozdním věku, kdy si zaměřil na mikromagii. Postupně začal pronikat i do dalších oborů magie – mentalismu, iluzionismu, jevištní a parketové magie. V roce 2013 se poprvé přihlásil do soutěže Česko Slovensko má talent (čtvrtá řada), kde sice postoupil do semifinále, ale následně neprošel přes velký třesk, kde rozhodovaly divácké hlasy, takže v semifinále nevystoupil.
V roce 2016 se přihlásil do soutěže (šestá řada) podruhé a probojoval se až do finále. S označením nejlepší kouzelník v historii této soutěže si získal respekt i omluvu obávaného porotce Jaro Slávika.
V roce 2022 se podílí na natáčení pořadu Abrakadabra pro TV Spektrum.
Ve stejném roce přišel společně s kouzelnicí Kelly na trh s autorskou kouzelnickou sadou The Art of Magic – Vstup do světa karetní magie. V roce 2023 přišel s další sadou The Art of Magic – Vstup do světa kouzel.
V roce 2024 byl v Las Vegas jmenován magickým sněmem celosvětové kouzelnické organizace International Magicians Society prezidentem pro Českou republiku. Česká republika tak získala své oficiální zastoupení v této organizaci.

## Soukromý život
Narodil se se 2. března 1987 v Olomouci. Dětství prožil v Grygově u Olomouce. Po střední škole pracoval jako programátor CNC strojů. Během zaměstnání vystudoval strojní inženýrství na Univerzitě Tomáše Bati ve Zlíně. V roce 2012 se oženil s Ing. Květoslavou Kellnerovou, známou pod uměleckým jménem kouzelnice Kelly. Společně mají dvě děti.